# Mad Dogs de Memphis
Les Mad Dogs de Memphis sont une ancienne formation de la Ligue canadienne de football basée à Memphis aux États-Unis et qui a joué une seule saison en 1995. Durant sa seule saison d'opération, les Mad Dogs ont conservé une fiche de 9 victoires et 9 défaites, terminant au quatrième rang de la division Sud et manquant les séries éliminatoires.

## Fondation
Avant la fondation des Mad Dogs, Frederick W. Smith, le fondateur de FedEx, a fait partie d'un groupe d'investisseurs qui incluait William Dunavant, ancien propriétaire des Showboats de Memphis, et la succession d'Elvis Presley et qui a tenté en vain d'obtenir une franchise de la National Football League pour Memphis en 1993. Smith se tourna alors vers la Ligue canadienne de football, qui lui accorda une franchise pour 1995.
Les Mad Dogs embauchent l'entraîneur-chef Pepper Rodgers (en) et le gérant général Steve Erhart, tous deux anciens des Showboats de Memphis.

## Saison 1995
Suivant l'exemple des Stallions de Baltimore, les Mad Dogs engagent des joueurs déjà familiers avec le football canadien, au premier chef le quart-arrière Damon Allen, champion et joueur par excellence de deux coupes Grey en 1987 et 1993. On peut aussi noter le demi inséré Eddie Brown (en), le receveur éloigné Joe Horn et le botteur de précision Donald Igwebuike (en). L'attaque des Mad Dogs termine cependant au dernier rang de la ligue, ne marquant que 346 points. Par contre, la défense joue remarquablement, se classant même au deuxième rang de la ligue avec 364 points accordés.
Avec leur fiche de 9-9, les Mad Dogs sont passés à un match de participer aux séries éliminatoires.
Au début de la saison, les assistances au Liberty Bowl Memorial Stadium sont bonnes, mais avec le début de la saison de football universitaire et de football scolaire, elles diminuent beaucoup. La même situation s'est produite avec les Barracudas de Birmingham.

## Dissolution
À cause de pertes financières importantes causées en partie par la baisse d'assistance en fin de saison, les Mad Dogs mettent la clé dans la porte en décembre 1995. Ils auraient de toute façon probablement dû plier bagage à cause de l'arrivée prochaine des Titans du Tennessee de la NFL, ceux-ci ayant prévu jouer au Liberty Bowl en attendant que leur nouveau stade soit complété. L'expérience américaine de la LCF sera de toute façon officiellement terminée au mois de février suivant.